# Port Sudan
Port Sudan (tiếng Ả Rập: بورتسودان; Būr Sūdān) là thủ phủ của bang Biển Đỏ, Sudan và có dân số 489.725 người (2007). Thành phố này nằm bên Hồng Hải, là thành phố cảng chính của Sudan.

## Lịch sử
Port Sudan được Anh quốc thành lập năm 1909 làm điểm cuối tuyến đường sắt nối Biển Đỏ với sông Nile, làm một cảng thay thể cho Suakin. Tuyến đường ray này được dùng để vận chuyển bông vải, hạt vừng ở thung lũng sông Nin để xuất khẩu.

## Kinh tế
Thành phố có một nhà máy lọc dầu, nơi xử lý phần lớn hoạt động thương mại quốc tế của Sudan. Các sản phẩm xuất khẩu chính bao gồm dầu thực vật, senna, và da động vật. Các sản phẩm nhập khẩu là vật liệu xây dựng, máy xây dựng, và xe cộ.

## Giao thông
Thành phố có một cảng container hiện đại để xử lý hàng hóa xuất nhập khẩu. Sân bay chính là Sân bay quốc tế mới Port Sudan. Hiện nay đã có một con đường nhựa nối Port Sudan với Khartoum thông qua Atbara. Port Sudan cũng có tuyến đường sắt nối với Khartoum. Ngoài ra còn có một tuyến phà xuất phát từ Jeddah.

## Giáo dục
Thành phố có trường Đại học Biển Đỏ, được thành lập vào năm 1994.

## Dân cư
Dân số chủ yếu là người Ả Rập, Tây Phi và một số nhỏ người Trung Hoa, người châu Âu.
| Năm           | Dân số  |
| ------------- | ------- |
| 1906          | 4.289   |
| 1941          | 26.255  |
| 1973          | 132.632 |
| 1983          | 209.938 |
| 1993          | 305.385 |
| 2007 ước tính | 489.275 |
| 2008 ước tính | 517.338 |

## Khí hậu
| Dữ liệu khí hậu của Port Sudan, Sudan (1961–1990) | Dữ liệu khí hậu của Port Sudan, Sudan (1961–1990) | Dữ liệu khí hậu của Port Sudan, Sudan (1961–1990) | Dữ liệu khí hậu của Port Sudan, Sudan (1961–1990) | Dữ liệu khí hậu của Port Sudan, Sudan (1961–1990) | Dữ liệu khí hậu của Port Sudan, Sudan (1961–1990) | Dữ liệu khí hậu của Port Sudan, Sudan (1961–1990) | Dữ liệu khí hậu của Port Sudan, Sudan (1961–1990) | Dữ liệu khí hậu của Port Sudan, Sudan (1961–1990) | Dữ liệu khí hậu của Port Sudan, Sudan (1961–1990) | Dữ liệu khí hậu của Port Sudan, Sudan (1961–1990) | Dữ liệu khí hậu của Port Sudan, Sudan (1961–1990) | Dữ liệu khí hậu của Port Sudan, Sudan (1961–1990) | Dữ liệu khí hậu của Port Sudan, Sudan (1961–1990) |
| Tháng                                             | 1                                                 | 2                                                 | 3                                                 | 4                                                 | 5                                                 | 6                                                 | 7                                                 | 8                                                 | 9                                                 | 10                                                | 11                                                | 12                                                | Năm                                               |
| ------------------------------------------------- | ------------------------------------------------- | ------------------------------------------------- | ------------------------------------------------- | ------------------------------------------------- | ------------------------------------------------- | ------------------------------------------------- | ------------------------------------------------- | ------------------------------------------------- | ------------------------------------------------- | ------------------------------------------------- | ------------------------------------------------- | ------------------------------------------------- | ------------------------------------------------- |
| Cao kỉ lục °C (°F)                                | 33.8 (92.8)                                       | 32.0 (89.6)                                       | 35.0 (95.0)                                       | 38.2 (100.8)                                      | 45.7 (114.3)                                      | 46.0 (114.8)                                      | 46.3 (115.3)                                      | 46.4 (115.5)                                      | 46.1 (115.0)                                      | 39.4 (102.9)                                      | 34.7 (94.5)                                       | 33.6 (92.5)                                       | 46.4 (115.5)                                      |
| Trung bình ngày tối đa °C (°F)                    | 26.8 (80.2)                                       | 27.0 (80.6)                                       | 28.8 (83.8)                                       | 31.4 (88.5)                                       | 35.0 (95.0)                                       | 38.5 (101.3)                                      | 40.1 (104.2)                                      | 40.2 (104.4)                                      | 37.4 (99.3)                                       | 33.4 (92.1)                                       | 30.8 (87.4)                                       | 28.8 (83.8)                                       | 33.2 (91.8)                                       |
| Trung bình ngày °C (°F)                           | 23.3 (73.9)                                       | 23.0 (73.4)                                       | 24.3 (75.7)                                       | 26.5 (79.7)                                       | 29.3 (84.7)                                       | 32.2 (90.0)                                       | 34.1 (93.4)                                       | 34.5 (94.1)                                       | 32.1 (89.8)                                       | 29.3 (84.7)                                       | 27.3 (81.1)                                       | 24.7 (76.5)                                       | 28.4 (83.1)                                       |
| Tối thiểu trung bình ngày °C (°F)                 | 19.7 (67.5)                                       | 19.0 (66.2)                                       | 19.9 (67.8)                                       | 21.6 (70.9)                                       | 23.7 (74.7)                                       | 25.9 (78.6)                                       | 28.2 (82.8)                                       | 28.9 (84.0)                                       | 26.8 (80.2)                                       | 25.3 (77.5)                                       | 23.8 (74.8)                                       | 21.3 (70.3)                                       | 23.7 (74.7)                                       |
| Thấp kỉ lục °C (°F)                               | 11.4 (52.5)                                       | 13.3 (55.9)                                       | 14.2 (57.6)                                       | 14.6 (58.3)                                       | 17.4 (63.3)                                       | 20.8 (69.4)                                       | 22.2 (72.0)                                       | 23.0 (73.4)                                       | 22.2 (72.0)                                       | 17.5 (63.5)                                       | 17.5 (63.5)                                       | 13.8 (56.8)                                       | 11.4 (52.5)                                       |
| Lượng mưa trung bình mm (inches)                  | 7.2 (0.28)                                        | 0.9 (0.04)                                        | 0.9 (0.04)                                        | 0.2 (0.01)                                        | 1.1 (0.04)                                        | 0.2 (0.01)                                        | 3.8 (0.15)                                        | 1.4 (0.06)                                        | 0.0 (0.0)                                         | 13.9 (0.55)                                       | 35.0 (1.38)                                       | 10.0 (0.39)                                       | 76.1 (3.00)                                       |
| Số ngày mưa trung bình (≥ 0.1 mm)                 | 1.2                                               | 0.2                                               | 0.2                                               | 0.3                                               | 0.3                                               | 0.1                                               | 0.8                                               | 0.3                                               | 0.0                                               | 1.2                                               | 4.1                                               | 1.7                                               | 10.4                                              |
| Độ ẩm tương đối trung bình (%)                    | 69                                                | 70                                                | 69                                                | 65                                                | 58                                                | 50                                                | 49                                                | 50                                                | 60                                                | 72                                                | 72                                                | 71                                                | 63                                                |
| Số giờ nắng trung bình tháng                      | 195.3                                             | 226.8                                             | 282.1                                             | 306.0                                             | 322.4                                             | 285.0                                             | 272.8                                             | 288.3                                             | 282.0                                             | 297.6                                             | 225.0                                             | 213.9                                             | 3.197,2                                           |
| Số giờ nắng trung bình ngày                       | 6.3                                               | 8.1                                               | 9.1                                               | 10.2                                              | 10.4                                              | 9.5                                               | 8.8                                               | 9.3                                               | 9.4                                               | 9.6                                               | 7.5                                               | 6.9                                               | 8.8                                               |
| Phần trăm nắng có thể                             | 57                                                | 68                                                | 75                                                | 80                                                | 80                                                | 72                                                | 67                                                | 68                                                | 78                                                | 82                                                | 69                                                | 63                                                | 72                                                |
| Nguồn: NOAA                                       |                                                   |                                                   |                                                   |                                                   |                                                   |                                                   |                                                   |                                                   |                                                   |                                                   |                                                   |                                                   |                                                   |